# Hannah Gadsby
Hannah Gadsby (Smithton, Tasmània, 12 de gener de 1978) és una humorista, actriu i escriptora australiana, famosa després d'haver assolit la final nacional de la competició Raw Comedy l'any 2006. Ha fet gires internacionals i ha aparegut a la televisió d'Austràlia i a Nova Zelanda. L'any 2018, la difusió del seu últim monòleg Nanette a Netflix li ha donat una notorietat internacional.

## Joventut
Gadsby va créixer a Smithton, a Tasmània. És la més petita de cinc germans. El seu pare era professor de matemàtiques i la seva mare treballava en un club de golf, on Hannah va començar a practicar aquest esport fins a l'adolescència. Va arribar a ser campiona estatal en dues ocasions.

## Carrera

### Conferències i visites guiades
Es va llicenciar el 2003 en Història de l'Art a la Universitat nacional d'Austràlia. Tot i que Gadsby és coneguda pel seu talents d'humorista, també ha relacionat aquesta vessant amb la d'història de l'art, com per exemple amb visites còmiques a la Nacional Gallery of Victoria. Des de 2009, ha realitzat visites guiades i conferències sobre diversos temes, com ara la Santa Verge, el Dadaisme, el Modernisme, l'Impressionisme i el nu en la història de l'art. Gadsby ha escrit i presentat dos documentals especials per al programa Artscape a la cadena de televisió ABC, The NGV Story (2011) i Hannah Gadsby Goes Domestic (2010).

### Humorista
L'any 2006 debuta al Melbourne Internacional Comedy Festival. Després participa a la Raw Comedy, una competició nacional de monòlegs en la qual ha estat inscrita per un amic, i guanya el primer premi.
Gadsby ha participat en el programa Adam Hills Tonight de la cadena ABC. Les seves cròniques eren titulades 'Es This Day' i 'Hannah Has HA Go'. També participava en l'entrevista dels convidats. El programa va ser interromput després de la seva tercera estació al juliol 2013. També ha participat a Good News Week, Spicks and Specks, i a 7 Days a New Zealand TV 3. Ha escrit i presentat una sèrie de tres episodis a la cadena ABC, Hannah Gadsby Oz, emesa al març de 2014. L'any 2015, encarna el personatge de Hannah, una versió ficcionada d'ella mateixa, a les temporades 2, 3 i 4 de la sèrie Please Like Me, creada pel seu amic i col·lega humorista Josh Thomas.
La defunció de la seva àvia i l'elecció a la presidència dels Estats Units de Donald Trump han estat dos elements impulsors a l'escriptura del seu espectacle Nanette.

### Nanette (monòleg)
Gadsby va començar a escriure Nanette l'any 2016. Va interpretar-lo a Austràlia, a Edimburg i als Estats Units. L'any 2018, la difusió per Netflix de l'espectacle gravat a l'Òpera de Sydney va donar a Gadsby una visibilitat internacional.

## Premis
- 2006: Triple Jo's Raw Comedy, guanyadora
- 2006: Edinburgh Festival Fringe, So You Think You're Funny? Segon lloc
- 2007: Adelaide Fringe Festival, Millor nova comèdia
- 2008: Melbourne Internacional Comedy Festival, Moosehead Award for Meat the Musical – Amb Amelia Jane Hunter
- 2008: Sydney Comedy Festival, Directors' Choice Award
- 2010: Melbourne Internacional Comedy Festival, Festival Directors' Choice Award – Guanyadora
- 2010: Helpmann Award for Best Comedy Performer – nominada per The Cliff Young Shuffle
- 2011: Melbourne Internacional Comedy Festival, Barry Award (millor espectacle) nominada al Melbourne Internacional Comedy Festival
- 2011: Helpmann Award for Best Comedy Performer – nominada per a Mrs Chuckles
- 2013: Helpmann Award for Best Comedy Performer – nominada per a Happiness is ha Bedside Taula
- 2013: Melbourne Internacional Comedy Festival, Barry Award (millor show) nominada per a Happiness is ha Bedside Taula
- 2017: Adelaide Fringe Festival, Millor comèdia per a Nanette
- 2017: Melbourne Internacional Comedy Festival, Barry Award (millor show) guanyadora amb Nanette
- 2017: Helpmann Award for Best Comedy Performer per a Nanette
- 2017: Last Minut Edinburgh Comedy Award – guanyadora amb Nanette

## Filmografia
- 2009–2010: The Librarians (Sèrie TV) – en el paper de Carmel (2 episodis)
- 2011: Hannah Gadsby: Kiss Me Quick, I'm Full of Jubes, Warehouse Comedy Festival (TV Series), autora
- 2012–2013: Adam Hills Tonight (Sèrie TV) – autora (24 episodis)
- 2013: Underbelly (TV series) – en el paper de Charlie (3 episodis)
- 2013: Hannah Gadsby: Mrs Chuckles, Warehouse Comedy Festival (TV Series) – autora
- 2013–2014: Hannah Gadsby's Oz (Documental TV) – autora
- 2014–2016: Please Like Me (Sèrie TV) – al paper de Hannah; autora (22 episodis)
- 2018: Hannah Gadsby's Nakedy Nudes (TV Mini-Sèrie, documental) – autora[10]
- 2018: Hannah Gadsby: Nanette (Film TV) – autora

## Publicacions
- Ten Steps to Nanette (en anglès).  Sydney: Allen & Unwin, 2018. ISBN 978-1-742-37403-1. OCLC 1014018703.